# Mario Cuba
Mario Cuba Rodríguez (* 9. Dezember 1992) ist ein peruanischer Badmintonspieler. 

## Karriere
Mario Cuba gewann von 2004 bis 2009 neun Titel bei den Junioren-Panamerikameisterschaften. 2009 siegte er auch bei den Santo Domingo Open und den Colombia Internacional. Bei der Panamerikameisterschaft 2009 wurde er Dritter im Doppel.

## Sportliche Erfolge
| Saison | Veranstaltung                        | Disziplin    | Platz | Name                          |
| ------ | ------------------------------------ | ------------ | ----- | ----------------------------- |
| 2004   | Panamerikameisterschaft Junioren U13 | Mixed        | 1     | Mario Cuba / Lorena Duany     |
| 2007   | Junioren-Panamerikameisterschaft U17 | Herrendoppel | 1     | Mario Cuba / Bruno Monteverde |
| 2008   | Junioren-Panamerikameisterschaft U17 | Herreneinzel | 1     | Mario Cuba                    |
| 2009   | Junioren-Panamerikameisterschaft U19 | Herrendoppel | 1     | Mario Cuba / Bruno Monteverde |
| 2009   | Junioren-Panamerikameisterschaft U19 | Mixed        | 1     | Mario Cuba / Katherine Winder |
| 2009   | Panamerikameisterschaft              | Herrendoppel | 3     | Mario Cuba / Bruno Monteverde |
| 2009   | Santo Domingo Open                   | Mixed        | 1     | Mario Cuba / Katherine Winder |
| 2009   | Colombia International               | Mixed        | 1     | Mario Cuba / Katherine Winder |
| 2012   | Peru: Landesmeisterschaften          | Herreneinzel | 1     | Mario Cuba                    |
| 2012   | Peru: Landesmeisterschaften          | Mixed        | 1     | Mario Cuba / Katherine Winder |